# Project dearMoon

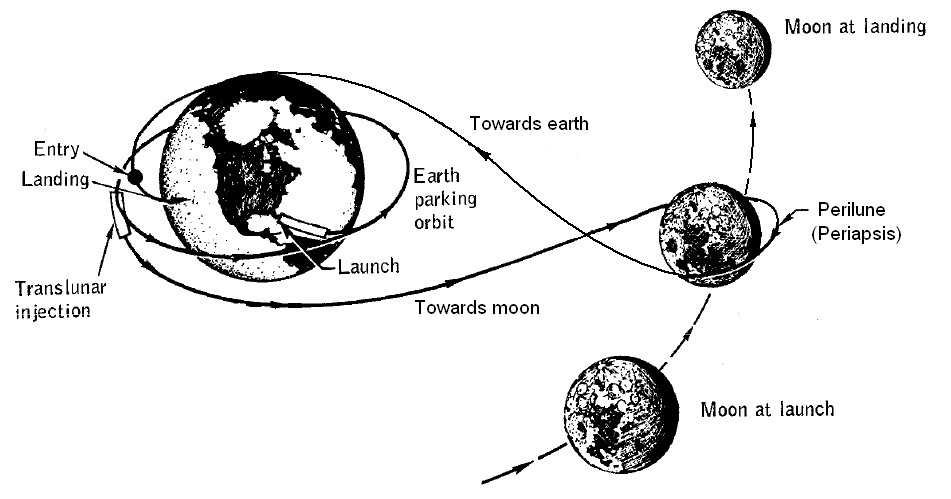
Bij de geplande vrije-terugkeervlucht is geen brandstof nodig voor de retourvlucht.

#dearMoon was een kunstproject rondom een ruimtetoeristische vlucht met een Starship voor tien tot twaalf personen om de maan (vrije-terugkeervlucht) georganiseerd door Yusaku Maezawa (ook bekend als MZ) en ruimtevaartbedrijf SpaceX.
De vlucht van het SpaceX Starship zou volgens de eerste planning in 2023 worden uitgevoerd. Dat bleek echter onhaalbaar, omdat met Starship en booster eerst nog een of meer onbemande vluchten om de aarde gemaakt moesten worden, een of meer bemande vluchten om de aarde, en een of meer onbemande vluchten om de Maan. Op 1 juni 2024 werd aangekondigd dat het project is afgeblazen.
Maezawa zocht en selecteerde acht kunstenaars (in de ruime zin van het woord) om mee te gaan en twee extra als reserve voor het geval iemand door bijvoorbeeld ziekte toch niet mee zou kunnen. Er was sprake van dat er in totaal 10 tot 12 mensen zouden meegaan, wat zou kunnen betekenen dat er ook een of meer professionele astronauten/deskundigen mee zouden gaan.
Na afloop van de vlucht wilde Maezawa een tentoonstelling van het werk van de deelnemers organiseren.

## Geschiedenis
In februari 2017 kondigde SpaceX aan eind 2018 een toeristische ruimtevlucht voor twee om de Maan voor een nog niet nader genoemde betalende klant te zullen uitvoeren. Deze vlucht zou met een aangepaste Dragon 2 en een Falcon Heavy als draagraket worden uitgevoerd. De klant had al een substantieel bedrag bijgedragen aan de ontwikkeling hiervan.
Begin 2018 meldde SpaceX dat die vlucht inmiddels was uitgesteld en omgeboekt naar de Big Falcon Rocket (BFR), een veel grotere raket-ruimteschip-combinatie die SpaceX in ontwikkeling had. De BFR, die inmiddels is hernoemd tot Super Heavy (boostertrap) en Starship (tweede trap en ruimteschip in één), wordt ontworpen om een volledig herbruikbare raket te zijn die 100 ton vracht of 100 man in de ruimte en zelfs naar Mars te kunnen brengen.
In september 2018 maakten Yusaku Maezawa, een Japanse miljardair, kunstliefhebber en toenmalig CEO van kledingbedrijf ZOZO, en SpaceX’ CEO Elon Musk tijdens een persconferentie in SpaceX-hoofdkwartier te Hawthorne bekend dat Maezawa die betalende klant is en dat hij op eigen kosten acht nog te selecteren kunstenaars mee wilde nemen om hen met deze ervaring te inspireren tot het maken van nieuwe kunst. Kunstenaars konden zich aanmelden of worden voorgedragen via de hashtag #dearMoon.
Voor deze vlucht wilde SpaceX een flink aantal onbemande en bemande vluchten met het Starship hebben uitgevoerd. Vanaf december 2018 kwam de ontwikkeling van Starship en Super Heavy vol op gang en SpaceX had als voorlopig doel zo snel als mogelijk vluchten naar de Maan te bewerkstelligen.
In september 2019 legde Maezawa zijn taak als CEO van ZOZO neer om zich volledig op het #dearMoon-project te concentreren. Ook verkocht hij een groot deel van zijn aandelen in ZOZO.
Op 1 oktober 2020 kwam naar buiten dat Maezawa en de JAXA-astronaut Soichi Noguchi in gesprek waren over deelname aan de vlucht.
Op 2 maart 2021 gaven Maezawa en Elon Musk een update middels een YouTube-video. Maezawa herhaalde nog eens dat hij acht kunstenaars zocht. De belangrijkste voorwaarde was teamgeest. Hij wilde dat de kunstenaars elkaar zouden helpen en iets voor de wereld zouden willen doen. De totale bemanning zou tien tot twaalf man tellen.
Elon Musk gaf aan dat hij nog altijd optimistisch was over een lancering in 2023. Prototype-Starships maakten inmiddels deels succesvolle testvluchten en de ontwikkeling ging volgens hem voorspoedig.
Op 1 juni 2024 maakte Maezawa bekend dat hij de reis geannuleerd heeft vanwege onduidelijkheid over de planning en haalbaarheid van een lancering binnen de nabije toekomst. Maezawa en de geselecteerde bemanningsleden zullen zich nu richten op nieuwe uitdagingen in hun respectieve vakgebieden.

## Bemanning
De website van dearMoon gaf aan dat mensen zich tot 14 maart 2021 konden aanmelden voor de vlucht. Vanaf 21 maart begon dan de voorselectie. Na twee sollicitatiegespreksrondes zou dan in mei 2021 de bemanning worden gekozen. In juni 2022 was nog geen bemanning bekendgemaakt, en de website was ongewijzigd.
Op 8 december 2022 presenteerde MZ de selectie:
- Steve Aoki (muziekproducer)
- Tim Dodd (YouTuber)
- Yemi A.D. (multidisciplinair artiest)
- Karim Iliya (fotograaf)
- Rhiannon Adam (fotograaf)
- Brendan Hall (filmmaker)
- Dev Joshi (acteur)
- T.O.P. (muzikant/songschrijver/rapper lid van Big Bang)

Als back-up waren geselecteerd:
- Miyu (danser)
- Kaitlyn Farrington (snowboardster)

## Eerste ruimtevlucht van Maezawa als voorbereiding
In december 2021 vloog Maezawa samen met zijn productieassistent Yozo Hirano als voorbereiding met Sojoez MS-20 naar het ISS. Die vlucht duurde 12 dagen en was geboekt via ruimtereisbureau Space Adventures.